# Le Bon Jour de Jack Rollan
Organe officiel des satires
Le Bon Jour de Jack Rollan, sous-titré Organe officiel des satires et parfois simplement nommé Le Bonjour, est un hebdomadaire satirique suisse créé en 1952 par le chroniqueur radiophonique et journaliste romand Jack Rollan, et disparu en 1959.

## Historique
En octobre 1952, Jack Rollan anime depuis plusieurs années une chronique radiophonique hebdomadaire satirique à succès, Le Bonjour de Jack Rollan, diffusée sur Radio-Lausanne (devenue depuis « Radio suisse romande »), lorsqu'il décide de quitter la radio en raison des pressions exercées à son encontre. Pour pleinement exercer sa liberté d'expression, il crée son propre journal, Le Bon Jour de Jack Rollan : Organe officiel des satires,.
Le journal est un succès, 135 numéros paraissent, avec une diffusion qui atteint les 100 000 exemplaires à son paroxysme ; il fait néanmoins faillite et disparaît en 1959.